# Жутолики гофер
Жутолики гофер (лат. Cratogeomys castanops, енгл. Yellow-faced pocket gopher) је сисар из реда глодара и породице гофера (Geomyidae).

## Распрострањење
Врста има станиште у Мексику и Сједињеним Америчким Државама.

## Станиште
Жутолики гофер има станиште на копну.

## Начин живота
Број младунаца које женка доноси на свет је обично 1-3. 

## Угроженост
Ова врста није угрожена, и наведена је као последња брига јер има широко распрострањење.

### Популациони тренд
Популација ове врсте је стабилна, судећи по доступним подацима.